# Tobias Krick
Tobias Krick (Bingen am Rhein, 22 de outubro de 1998) é um jogador de voleibol alemão que atua na posição de central.

## Carreira

### Clubes
Krick jogou na adolescência em sua terra natal com o TuS Gensingen e mais tarde com o TGM Mainz-Gonsenheim. De 2013 a 2015, atuou na segunda divisão da Bundesliga no Voleibol-Internat Frankfurt. Para a temporada 2015–16, Krick mudou-se para o United Volleys Frankfurt, da primeira divisão da Bundesliga, onde teve 26 aparições na primeira temporada e a terminou em terceiro lugar; também chegou às semifinais da Copa da Alemanha.
Na temporada 2016–17, Krick marcou 179 pontos, recebeu 5 prêmios de Jogador Mais Valioso e marcou o segundo maior número de pontos de bloqueio na rodada principal da Bundesliga. Krick também fez sua primeira estreia internacional em nível de clube nesta temporada. Na Copa da Alemanha, Krick contribuiu com 59 pontos em 7 jogos para o United Volleys Frankfurt chegar às semifinais.
Na temporada 2017–18, chegou às semifinais da Copa da Alemanha novamente como um jogador regular e terminou a Bundesliga com seu clube pela terceira vez consecutiva como terceiro colocado. No mais alto nível europeu do voleibol, Krick jogou na temporada 2018–19 nas eliminatórias da Liga dos Campeões antes de sofrer uma lesão a longo prazo e não poder intervir ainda mais na temporada.
Em maio de 2020, assinou contrato com o italiano Top Volley Cisterna. Após representar o clube por duas temporadas, se transferiu para o Valsa Group Modena, ainda na primeira divisão do campeonato italiano, com o qual conquistou o título da Copa CEV de 2022–23.
Em outubro de 2023, Krick assinou contrato de três anos com Berlin Recycling Volleys. No mesmo mês, o atleta conquistou o inédito título da Supercopa Alemã.

### Seleção
Com a seleção alemã júnior, Krick obteve o quarto lugar no Campeonato Europeu Sub-19 na Turquia em 2015 e o sexto lugar no Campeonato Europeu Sub-20 na Bulgária em 2016. Além disso, participou do Campeonato Mundial em 2015, na Argentina, encerrando o torneio na 13ª posição.
Em 2017, assumiu a posição de titular na equipe adulta durante a Liga Mundial. No mesmo ano, contribuiu para a conquista do vice-campeonato no Campeonato Europeu, realizado na Polônia, onde a equipe alemã foi derrotada na final pela seleção russa por 3 sets a 1.

## Títulos
Modena Volley
- Copa CEV: 2022–23

Berlin Recycling Volleys
- Campeonato Alemão: 2023–24
- Copa da Alemanha: 2023–24
- Supercopa Alemã: 2023

## Clubes
| Anos      | Clube                        |
| --------- | ---------------------------- |
| 2013–2015 | Volleyball Juniors Frankfurt |
| 2015–2020 | United Volleys Frankfurt     |
| 2020–2022 | Top Volley Cisterna          |
| 2022–2023 | Valsa Group Modena           |
| 2023–     | Berlin Recycling Volleys     |